# Global Ocean Race
La Global Ocean Race, nommée Portimão Global Ocean Race dans sa première édition, est une course autour du monde, en cinq étapes, à bord de Class40, voiliers de 12,19 mètres. Elle connaît deux éditions : celle de 2008-2009, courue en solitaire ou en double ; celle de 2011-2012, courue seulement en double.
En 2008-2009, le vainqueur en solitaire est le Belge Michel Kleinjans (nl). Les vainqueurs en double sont les Allemands Boris Herrmann et Felix Oehme (en). En 2011-2012, le vainqueur est l'Américano-Néo-Zélandais Conrad Colman, avec quatre coéquipiers successifs.

## Création
La Portimão Global Ocean Race est imaginée par Josh Hall (neuvième du Vendée Globe 2000-2001) et Brian Hancock afin de proposer une course autour du monde sur des Class40 et avec des budgets restreints. Il s'agit de la première course qui propose un parcours dans l'océan Pacifique et un passage du Cap Horn sur des Class40.
Le parcours théorique de la course est de plus de 30 000 milles. Il y a cinq étapes.

## Édition 2008-2009. Portimão Global Ocean Race
Le 12 octobre 2008, à Portimão (Portugal), six bateaux prennent le départ de la course  : deux sont menés en solitaire et quatre en double.
Les cinq étapes sont :
- de Portimão au Cap (Afrique du Sud), descente de l'océan Atlantique ;
- du Cap à Wellington (Nouvelle-Zélande), traversée de l'océan Indien ;
- de Wellington à Ilhabela (Brésil), traversée de l'océan Pacifique et passage du Cap Horn ;
- d'Ilhabela à Charleston (États-Unis), remontée de l'océan Atlantique ;
- de Charleston à Portimão, traversée de l'océan Atlantique.

| Place     | Skipper(s)                                                                  | Bateau                 |
| --------- | --------------------------------------------------------------------------- | ---------------------- |
| Solitaire |                                                                             |                        |
| 1         | Michel Kleinjans (nl) ( Belgique)                                           | Roaring Forty          |
| DNF       | Nico Budel ( Pays-Bas)                                                      | Hayai                  |
| Double    |                                                                             |                        |
| 1         | Boris Herrmann ( Allemagne)-Felix Oehme (en) ( Allemagne)                   | Beluga Racer           |
| 2         | Felipe Cubillos ( Chili) / José Muñoz ( Chili)                              | Desafio Cabo de Hornos |
| 3         | Jeremy Salvesen ( Royaume-Uni) / David Thomson ( Royaume-Uni)               | Mowgli                 |
| DNF       | Lenjohn van der Wel ( Afrique du Sud) / Peter van der Wel ( Afrique du Sud) | Kazimir Partners       |

## Édition 2011-2012. Global Ocean Race
En 2011, la course est renommée Global Ocean Race, et il n'y a pas de solitaires. Six bateaux prennent le départ le 25 septembre 2011 à Palma de Majorque. Le parcours théorique est de 31 800 milles.
Date de départ des cinq étapes :
- 25 septembre 2011, Palma (îles Baléares)-Le Cap (Afrique du Sud) ;
- 27 novembre, Le Cap-Wellington (Nouvelle-Zélande) ;
- 29 janvier 2012, Wellington-Punta del Este (Uruguay) ;
- 1er avril, Punta del Este-Charleston (États-Unis) ;
- 20 mai, Charleston-Les Sables-d'Olonne (France)[2].

La première étape est gagnée par le Néo-Zélandais Ross Field (en) et son fils Campbell, à bord de BSL (Buckley Systems Ltd).
Dès la première nuit de la deuxième étape, à l'approche du cap de Bonne-Espérance, le bateau néerlandais Sec. Hayai démâte. Cette deuxième étape est marquée aussi par la chute à l'eau de Sam Goodchild, coéquipier de Conrad Colman. Après 35 minutes d'efforts, Colman réussit à revenir sur lui et à le hisser à bord.
Dans la troisième étape, Halvard Mabire et Miranda Merron abandonnent en raison d'une météo trop mauvaise sur la route nord vers le cap Horn, et de la présence d'icebergs plus au sud. Abandon également de Ross et Campbell Field, en raison d'un violent enfournement ayant causé la perte des aériens (capteurs de données placés en haut du mât) et occasionné de multiples blessures à Ross Field.
Tandis que se déroulent les étapes 2 et 3, Nicolaas Budel, le skipper de Sec. Hayai, remâte au Cap et convoie le bateau en solitaire jusqu'à Punta del Este. Il prend le départ de la 4e étape. À la mi-étape, à Fortaleza, au Brésil, Yvonne Beusker remplace Nicolaas Budel, ce qui vaut à Sec. Hayai une pénalité de 24 heures.
À bord de Cessna Citation, avec quatre coéquipiers successifs, Conrad Colman gagne quatre étapes sur cinq (2, 3, 4 et 5), et remporte l'épreuve.
| Classe- ment | Équipage | Nationalité                                                      | Bateau             | Numéro  | Temps                                                |
| ------------ | --- | ---------------------------------------------------------------- | ------------------ | ------- | ---------------------------------------------------- |
| 1            | Conrad Colman (5 étapes) Hugo Ramón (étape 1) Sam Goodchild (étape 2) Adrian Kuttel (étape 3) Scott Cavanough (étapes 4 et 5)                             | Ét.-Unis Nouv.-Zél. Espagne Royaume-Uni Afrique du Sud Australie | Cessna Citation    | GBR 112 | 150 j 02 h 59 min 39 s                               |
| 2            | Marco Nannini (5 étapes) Paul Peggs (étape 1) Hugo Ramón (étapes 2 et 3) Sergio Frattaruolo (étapes 4 et 5)                                               | Italie Royaume-Uni Espagne Italie                                | Financial Crisis   | ITA 41  | 158 j 13 h 28 min 35 s                               |
| 3            | Phillippa Hutton-Squire (5 étapes) Nick Leggatt (5 étapes)                                                                                                | Afrique du Sud                                                   | Phesheya-Racing    | RSA 23  | 168 j 13 h 15 min 41 s                               |
| 4            | Nicolaas Budel (étapes 1, 2, 4 et 5) Ruud van Rijsewijk (étape 1) Frans Budel (étapes 2 et 5) Eric Van Vuuren (étape 4) Yvonne Beusker (une demi-étape 4) | Pays-Bas Pays-Bas                                                | Sec. Hayai         | NED 44  | n'a pas fini l'étape 2 ni couru l'étape 3 (démâtage) |
| abandon      | Ross Field (en) (étapes 1 à 3) Campbell Field (étapes 1 à 3)                                                                                              | Nouvelle-Zélande                                                 | BSL                | NZL 76  | -                                                    |
| abandon      | Halvard Mabire (étapes 1 à 3) Miranda Merron (étapes 1 à 3)                                                                                               | France Royaume-Uni                                               | Campagne de France | FRA 101 | -                                                    |

## Édition 2015-2016 (annulée)
Une troisième édition de la course devait partir de Southampton (Angleterre) en septembre 2015, avec une arrivée prévue à Portsmouth en mars 2016. Il était prévu aussi de revenir à la formule solo et duo, et la course n'aurait comporté que deux étapes, avec une escale à Auckland, en Nouvelle-Zélande. Cette édition a été annulée.